# Dolina San Fernanda
Dolina San Fernanda (eng. San Fernando Valley, špa. Valle de San Fernando), urbanizirana dolina u okrugu Los Angelesu, u metropolitanskom području Los Angelesa. Okružuje ga skupina gorja Tranversko gorje (Transverse Ranges). Dom je 1,77 milijuna stanovnika. Smjestila se sjeverno od još naseljenije Losangeleskog bazena. Skoro dvije trećine površine zemljišta je dio grada Los Angelesa. Ostali inkorporirani gradovi u dolini su Glendale, Burbank, San Fernando, Hidden Hills i Calabasas.